# تخلیه شمال غزه

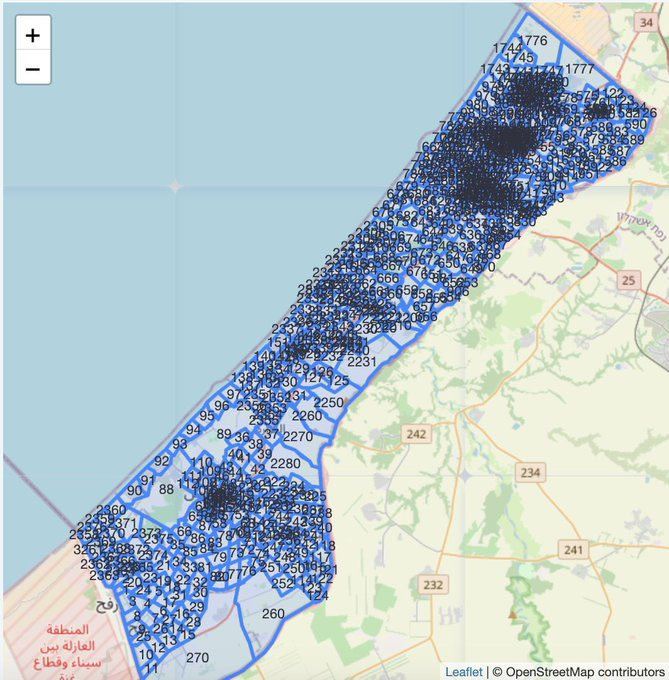
نگاره‌ای که تقسیم نوار غزه به ۶۲۰ منطقه توسط اسرائیل را نشان می‌دهد.

در ۱۴ اکتبر ۲۰۲۳، ارتش اسرائیل دستور تخلیه شمال غزه را برای تمامی جوامع شمال وادی غزه، از جمله شهر غزه، صادر کرد تا ظرف ۲۴ ساعت به سمت جنوب تخلیه شوند. این دستور یک هفته پس از حمله غافلگیرانه حماس به اسرائیل از غزه صادر شد. تا ۱۴ اکتبر، صدها هزار فلسطینی شمال غزه را تخلیه خواهند کرد. فلسطینی‌ها کاهش جمعیت شمال غزه را «نکبت دوم» توصیف کرده‌اند.

## واکنش
سازمان ملل در بیانیه‌ای نسبت به عواقب انسانی ویرانگر آواره شدن بیش از ۱ میلیون فلسطینی هشدار داد. مدت کوتاهی پس از صدور دستور تخلیه، به تأسیسات سازمان ملل، از جمله اونروا دستور داده شد تا به رفح حرکت کنند.
مقامات حماس این هشدار را رد کردند و از ساکنان مناطق آسیب دیده خواستند که این دستور را نادیده بگیرند و در خانه‌های خود بمانند. اداره امور پناهندگان حماس به ساکنان شمال غزه گفته‌است که «در خانه‌های خود ثابت قدم بمانید و در برابر این جنگ روانی نفرت‌انگیز که توسط اشغالگران به راه افتاده‌است، محکم بایستید.»
پزشکان بدون مرز با صدور بیانیه‌ای دستور تخلیه را «وحشیانه» و «حمله به مراقبت‌های پزشکی و بشریت» خواند و دستور اسرائیل را «به شدیدترین عبارات ممکن» محکوم کرد.
سازمان جهانی بهداشت با انتشار درخواستی از اسرائیل درخواست کرد تا دستور تخلیه بیش از یک میلیون نفر از ساکنان شمال غزه را لغو کند و استدلال کرد که انتقال بیماران در بخش مراقبت‌های ویژه بسیار دشوار است، تجهیزات پزشکی در حال اتمام است و «چهار بیمارستان وزارت بهداشت در جنوب غزه در حال حاضر فراتر از ظرفیت هستند.» بیانیه‌های مشابهی توسط یونیسف و IRC صادر شد.

## اتهامات جنایت جنگی
دستور تخلیه اسرائیل توسط یان اگلند، دیپلمات سابق نروژی درگیر با توافق اسلو، به عنوان انتقال اجباری جمعیت توصیف شد. «انتقال اجباری» نقل مکان اجباری یک جمعیت غیرنظامی به عنوان بخشی از یک جنایت سازمان‌یافته علیه آن است و توسط دادگاه کیفری بین‌المللی، جنایت علیه بشریت تلقی می‌شود. اگلند در مصاحبه با بی‌بی‌سی اظهار داشت: «صدها هزار نفر برای جان خود فرار می‌کنند این چیزی نیست که بتوان آن را تخلیه نامید. این انتقال اجباری مردم از سراسر شمال غزه است. طبق کنوانسیون ژنو، جنایت جنگی است. گزارشگر ویژه سازمان ملل، فرانچسکا آلبانیز دربارهٔ پاکسازی قومی جمعی در غزه هشدار داد. راز سگال، مورخ اسرائیلی، آن را «کتاب درسی مورد نسل‌کشی» نامید.

## حملات هوایی
در ۱۳ اکتبر ۲۰۲۳، حملات هوایی متعدد اسرائیل در طول جنگ ۲۰۲۳ اسرائیل و حماس، فلسطینیانی را که قصد خروج از شمال شهر غزه را داشتند، هدف قرار دادند و ۷۰ نفر را که اکثراً زنان و کودکان بودند، کشتند. تنش‌ها زمانی تشدید شد که حماس حمله به اسرائیل را آغاز کرد. اسرائیل با یک سری حملات هوایی به غزه پاسخ داد. نیروهای دفاعی اسرائیل (IDF) به ساکنان مناطق شمالی هشدار داد تا در یک مهلت مشخص از این مناطق خارج شوند. با این حال، سازمان ملل متحد این دستور تخلیه را غیرعملی برای اجرای ایمن به دلیل تعداد قابل توجهی از مردم دانست. این حملات هوایی در زمانی انجام شد که اسرائیل به کل جمعیت شمال غزه دستور داد به سمت جنوب حرکت کنند و بیش از یک میلیون نفر مجبور به ترک خانه‌های خود شدند. به دنبال این دستور، حملات هوایی اسرائیل به کاروان‌های تخلیه که در حال حرکت به سمت جنوب غزه بودند، ۷۰ نفر را که بیشتر آنها زن و کودک بودند، کشتند. در حالی که حملات هوایی در جنوب ادامه داشت، فلسطینی‌ها تخلیه شمال غزه را آغاز کردند. هنگامی که آنها سعی داشتند فرار کنند، حملات هوایی اسرائیل کاروان‌های آنها را هدف قرار داد. بر اساس گزارش مقامات حماس، این حملات منجر به تلفات جانی عمدتاً زنان و کودکان شد.